# Samsung Galaxy Tab
El Samsung Galaxy Tab és un Tablet PC produït per Samsung, basat en la plataforma Android 2.2 («Froyo»), que va debutar el 2 de setembre a la IFA 2010 a Berlín.
El Galaxy Tab compta amb una pantalla tàctil TFT-LCD de 7 polzades (180 mm), connexió Wi-Fi, un processador ARM Cortex-A8 («Hummingbird») a 1,0 GHz, sistema d'entrada Swype, una càmera de 3,2 MP en la part de darrere i una frontal d'1,3 MP per a trucades de vídeo. Es pot utilitzar com telèfon mòbil (l'altaveu a través d'auriculars cablejats subministrats o auriculars Bluetooth), excepte els venuts al mercat dels Estats Units. Tanmateix, aquestes tablets també poden descarregar aplicacions de videoconferència com Qik o Fring com a alternativa.

## Vendes
Una setmana després del seu llançament, Samsung va anunciar que havia venut 600.000 unitats. El 4 de desembre, es va informar que va assolir la marca d'1 milió, dos mesos després del llançament. El gener de 2011, Samsung va anunciar que havia venut 2 milions d'unitats, però va aclarir més tard que el nombre es refereix als equips enviats a les botigues.

## Noves versions
Durant el 2011 International Consumer Electronics Show (CES), Verizon Wireless i Samsung Telecommunications America (Samsung Mobile) van anunciar que un nou Samsung Galaxy Tab 4G LTE comptaría amb accés a xarxa de banda ampla mòbil 4G LTE de Verizon Wireless i una càmera posterior de 5 megapíxels.
Al Mobile World Congress 2011 a Barcelona, Samsung va mostrar un nou model Galaxy Tab, comptant amb una pantalla més gran d'alta definició, de 10,1 polzades, un processador de doble nucli NVIDIA Tegra 2 i sistema operatiu Google Android «Honeycomb». El llançament als EUA seria al març de 2011 i el llançament europeu a l'abril. No obstant això, després de l'alliberament de l'iPad 2, algunes especificacions van ser descrites com «inadequades» per Lee Don-Joo, vicepresident executiu de la divisió de mòbils de Samsung, apuntant a una possible revisió del model o replantejament de la seva estratègia de mercat.
Això donaria lloc a la introducció d'un nou model més prim, a la Samsung Unpacked Event durant el CTIA Wireless Convention el març de 2011, juntament amb un model de 8,9 polzades, empenyent la data de llançament encara més lluny, al 8 de juny per als EUA i «al començament de l'estiu» per les altres. Encara que no hi va haver informació sobre un retard de la data de llançament a Europa, es va anunciar que el disseny anterior, vist al Mobile World Congress seria venut com «Samsung Galaxy Tab 10.1v».